# Peer2mail
Peer2mail é uma forma de compartilhar informações, que pretende superar os métodos tradicionais usados na internet.

## Funcionamento
A pessoa cria uma conta de e-mail com grande espaço (Gmail por exemplo), e utiliza essa tecnologia do Peer2mail para compartilhar essas informações, que estão armazenadas na conta de e-mail. Não precisa criar uma outra conta de e-mail para fazer o download dos arquivos compartilhados por exemplo, mas sim ter esse programa Peer2mail instalado na sua máquina para poder acessá-los.